# Dorota Karkowska
Dorota Karkowska – polska prawniczka, radca prawny, dr hab. nauk prawnych. 

## Życiorys
Dwukrotna absolwentka Wydziału Prawa i Administracji Uniwersytetu Łódzkiego. W grudniu 2000 r. uzyskała stopień doktora nauk prawnych, a w 2014 r. – doktora habilitowanego nauk prawnych. W 2015 r. została awansowana na stanowisko profesora nadzwyczajnego Uniwersytetu Łódzkiego. Od 2017 r. zatrudniona w Collegium Medicum Uniwersytetu Jagiellońskiego na stanowisku doktora habilitowanego.
W latach 2015–2018 doradca prezesa Okręgowej Izby Lekarskiej w Warszawie i jednocześnie przewodnicząca Zespołu ds. Studiów Strategicznych. Od 2018 r. Doradca Prezesa Naczelnej Rady Pielęgniarek i Położnych.
Zainteresowania naukowe i badawcze koncentrują się w szczególności w obszarach: prawa medycznego, prawa pracy, prawa ubezpieczeń społecznych i zdrowotnych. Działalność naukowa i edukacyjna ściśle związana z działalnością w organizacjach pozarządowych na rzecz ochrony praw człowieka w sektorze opieki zdrowotnej.

## Działalność zawodowa
- Od 2006 - współpraca z Fundacją Rodzić po Ludzku.
- 2008–obecnie - Członek Rady ekspert oraz Dyrektor Centrum Wsparcia Organizacji Pacjentów przy Instytucie Praw Pacjenta i Edukacji Zdrowotnej (http://www.prawapacjenta.eu)
- 2009–obecnie  - Członek Rady Nadzorczej Lege Farmaciae (http://www.legepharmaciae.org.pl/rada-nadzorcza.htm)
- 2011–obecnie - Fundator i Prezes Fundacji Ius Medicinae  (http://www.twojeprawapacjenta.pl)
- 2012–2015 - Wojewódzka Komisja ds. Orzekania o Zdarzeniach Medycznych w Warszawie – przedstawiciel Rzecznika Praw Pacjenta.
- Od 2018 – obecnie - Wojewódzka Komisja ds. Orzekania o Zdarzeniach Medycznych w Warszawie, Przewodnicząca – przedstawiciel organizacji pozarządowych.
- 2015–2020 - członek Rady Narodowego Funduszu Zdrowia – przedstawiciel organizacji pozarządowych.
- 2016–2020 - Komisja Ekspertów ds. Zdrowia przy Rzeczniku Praw Obywatelskich.
- Od 2021 - Członek Komisji Ekspertów ds. Zdrowia przy Rzeczniku Praw Pacjenta.
- 2023 - na wniosek prezesa Agencji Badań Medycznych Radosława Sierpińskiego została powołana w skład Naczelnej Komisji Bioetycznej przez ministra zdrowia Adama Niedzielskiego[4].

## Nagrody
- Nagroda Rzecznika Praw Pacjenta: Zasłużony dla Ochrony Praw Pacjenta, przyznana z okazji 10-lecia ustawy o prawach pacjenta i Rzeczniku Praw Pacjenta (2018)[5]

## Wybrany dorobek naukowy
- Prawa pacjenta, 2. Wydanie poprawione i uzupełnione, ABC a Wolters Kluwer business, Warszawa 2009, ISBN 978-83-7601-972-7; s.562.
- Zawody medyczne, ABC a Wolters Kluwer business, Warszawa 2012, ISBN 978-83-264-3864-6; s. 532.
- Prawo ochrony zdrowia w pytaniach i odpowiedziach - prawa pacjenta, ABC a Wolters Kluwer business, Warszawa 2008, ISBN 978-83-7526-957-4, s. 176.
- Komentarz do ustawy o prawach pacjenta i rzeczniku Praw Pacjenta, Wydanie 2 ABC a Wolters Kluwer business, Warszawa, 2010, ISBN 978-83-264-1679-8; s. 537.
- Prawo medyczne dla pielęgniarek, ABC a Wolters Kluwer business, - monografia Warszawa, 2013; ISBN 978-83-264-4166-0; s. 492.
- Postępowanie przed wojewódzką komisją do spraw orzekania o zdarzeniach medycznych, ABC a Wolters Kluwer business, Warszawa 2014, monografia, drugi współautor Jacek Chojnacki; s. 300.
- Komentarz do ustawy o prawach pacjenta i rzeczniku Praw Pacjenta, Wydanie 3 ABC a Wolters Kluwer business, Warszawa 2016, ISBN 978-83-264-1679-8; s. 805.
- D. Karkowska, T. A. Karkowski, Zatrudnianie w podmiotach leczniczych, Wolters Kluwer, Warszawa 2018, ISBN 978-83-8124-160-1; s. 245.
- D. Karkowska, T. A. Karkowski, Prawo pracy dla pielęgniarek i położnych, Wolters Kluwer, Warszawa 2019, ISBN 978-83-8160-171-9; s. 708.